# Audrius Brūzga
Audrius Brūzga (* 23. September 1966 in Kazlų Rūda) ist ein litauischer Diplomat und Botschafter.

## Leben
Nach dem Abitur an der Mittelschule in Šiauliai absolvierte Audrius Brūzga das Diplomstudium der englischen Philologie an der Universität Vilnius. Ab 1991 arbeitete er im Außenministerium Litauens. Er war Diplomat in den litauischen Botschaften in Israel, England. Von 2002 bis 2007 war er litauischer Botschafter in Finnland, von 2007 bis 2010 in USA und Mexiko. Ab Juli 2010 leitete Audrius Brūzga als Direktor ein Department des Ministeriums und von 2011 bis 2012 das Zentrum der Energiesicherheit am Außenministerium. Ab 2013 war Audrius Brūzga Berater des Ministerpräsidenten Algirdas Butkevičius. Seit dem 21. März 2016 ist er  litauischer Botschafter in der Türkei, Pakistan und Iran.
Brūzga ist verheiratet. Mit seiner Frau Imsrė Sabaliunas Brūzgienė hat er den Sohn Laurynas und die Tochter Simona.